# Питиузские острова
Питиу́зские острова́, Питиу́сские острова (исп. Islas Pitiusas, кат. Pitiüses; от греч. πιτύα — сосна) — архипелаг, входящий в состав Балеарских островов. Питиузские острова административно входят в провинцию Испании Балеарские острова. Площадь Питиузских островов — 654,28 км². Население — 161 369 человек (2006).

## География
Самые крупные из островов — Ивиса и Форментера — разделены между собой морским проливом Фреус шириной 11 морских миль (около 20 км). Эти два острова часто называют «Питьюса-майор» и «Питьюса-менор» соответственно. Кроме этих двух островов в Питиузские острова входят Эспальмадор, Эспардель, Тагомаго, Конехера, Пенхат, Ведра, Ведранель и много маленьких островков (Сес-Маргалидес и др.). Все эти острова являются необитаемыми.

## История
В доисторический период на Питиузских островах существовал местный вариант доталайотской культуры, однако позднее по неизвестным причинам острова были покинуты.
В первой половине VII века до н. э. на Питиузских островах карфагеняне основали свою колонию.

## Флора и фауна
Эндемиком Питиузских островов является питиусенская стенная ящерица.